# علم أشكال الأحياء تركيبها
علم أشكال الأحياء تركيبياً هو أحد فروع علم الأحياء التركيبي.
في علم أشكال الأحياء التركيبي عادة، تولج شبكة الجينات الاصطناعية بالخلايا، وتطبق مساهمات (كالكيميائيات، والضوء،... إلخ) على شبكة الجينات الاصطناعية حتى لا ترفضها الخلايا كجسم شاذ. تنجز هذه الشبكات عمليات منطقية على الخلايا، وتصدر ناتج العمليات كنشاط إنزيم أو ككمية بروتين الفلورسنت الأخضر. باستخدام هذه الطريقة، أثبت علماء الأحياء التركيبية قدرة شبكة جيناتهم بأداء حسابات "يولين" (هي حسابات رياضية وجبرية تستخدم في الآلات والكمبيوترات لتمكن النستخدم من التواصل بها مع الجهاز نفسه) لحمل ذاكرة وتوليد نبضات وذبذابات.
طور علم أشكال الأحياء تركيبيا هذه الفكرة بإضافة نتائج الوحدات التي تعدل في شكل أو سلوك الخلايا الاجتماعي كردة فعل لحالة شبكة الجينات الاصطناعية. مثال على ذلك: بدلا من مجرد عمل بروتين الفلورسنت – شبكة الجينات قد تلتصق بالوحدات المجاورة حتى أو تتحرك فتحرك الخلايا. هنالك من جادل أن بنية أنسجة خلايا الثدييات الصحيحة الشكل تقتضي على تشكيلة متعددة من حوالى عشرة أحداث خلوية أساسية (انتشار الخلايا، وموت الخلايا، والتصاق الخلايا، والالتصاق التفاضلي، وتباعد الخلايا، واندماج الخلايا، وانتقال الخلايا، والانجذاب الكيميائي، والالتصاق اللمسي، وتوتيد الخلايا). توجد قائمة مشابهة بشكل عام لأنسجة النباتات، والفطريات، إلخ. لذلك فمبدئياً قد تسمح مجموعة صغيرة من نتائج الوحدات لعلماء التكنولوجيا الحيوية «ببرمجة» الخلايا لإنتاج ترتيبات وأشكال ومن ثم ذلك أنسجة.
قدم المصطلح علم أشكال الأحياء تركيبيا لجمعية مراجعة الأقران للأدب العلمي في سنة 2008م، والآن أصبح المصطلح ذا استخدام واسع بين كل من جمعية مراجعة الأقران للأدب العلمي والنصوص.